# 鳶 (小說)
《鳶》（日语：とんび）為日本作家重松清創作的日本小說。2003年10月至2004年7月於「中日新聞」、「東京新聞」、「北陸中日新聞」、「北海道新聞」、「西日本新聞」及「神戸新聞」數家報社連載。2008年10月30日小說正式上市，由角川書店出版。台灣中文版2014年3月4日正式上市，由春天出版國際文化出版。

## 小說

### 劇情概要
故事發生於1962年的廣島縣備後市（虛構地名，實際拍攝地點為廣島縣竹原市），敘述市川安男與戰爭孤兒美佐子及其獨子阿旭的故事。某日年幼的阿旭弄倒了一旁堆放的木箱，美佐子為了保護幼子而被傾倒的木箱壓死。失去愛妻的安男悲傷不已，但也只能咬緊牙關父兼母職，獨自扶養兒子長大…

### 登場人物
- 市川安男（本姓：島野）

阿旭的父親，本作品的主角。1934年生於廣島縣備後市。外號「阿安」。親生母親在生下他後不久就過世了、親生父親將他托付母方親戚照顧。之後母方親戚市川夫妻正式收養，姓氏從「島野」改為「市川」。某工業高中畢業後，任職運輸公司。1959年與美佐子結婚，3年後的1962年，長男阿旭誕生。之後妻子美佐子因為一場意外事故身亡，阿安獨自肩負起照顧阿旭的責任。
- 市川美佐子

阿旭的母親，安男的妻子。生於1936年。1945年8月6日，廣島市遭受原子彈轟炸，失去了整個家族，9歲的她成了戰爭孤兒。之後由岡山及四國地區的親戚扶養。1959年與安男結婚，3年後兒子阿旭誕生。1966年夏天，為保護2個月後就要滿4歲的阿旭安全，被倒下的木箱壓死。
- 市川旭

安男與美佐子夫妻的長男。1962年10月出生。比預定的產期早出生，出生時體重為2700公克。

## 連續劇
小說出版後，NHK於2012年改編為前後篇兩集特別劇，由堤真一及小泉今日子主演。2013年由TBS改編為連續劇，2013年1月13日至3月17日於TBS系列的「週日劇場」時段（毎週日晚間9:00－9:54）播出，全劇共10集。與原作不同的是，劇中人物初次登場時間由1962年改為1972年。 由内野聖陽、佐藤健及常盤貴子主演。緯來日本台引進的是TBS版，2014年3月3日起以《父子情深》的劇名在台灣播出。在香港，無綫電視和香港電視娛樂分別於2014年及2017年引進了TBS版和NHK版，皆安排於父親節前後的日子播出。

### NHK版

#### 登場人物
- 市川安男：堤真一 （幼年時期：矢部光祐）
- 多惠子（たえ子，小料理屋老闆娘）：小泉今日子
- 市川旭（安男的獨子）：池松壯亮 （3歲：田中奏生、12歲：今井悠貴）
- 照雲（寺廟住持）：古田新太
- 市川美佐子（安男的妻子）：西田尚美
- 葛原（安男的同事兼好友）：塚地武雅（搞笑團體「醉龍」）
- 萩本（瀬戸内通運課長）：德井優（日语：徳井優）
- 安男的父親：平田滿（日语：平田満）
- 海雲（照雲的父親）：神山繁（日语：神山繁）
- 伊達酒造社長：達川光男（日语：達川光男）
- 山本（少年的父親）：茂呂師岡（日语：モロ師岡）
- 泰子（妙子的女兒）：岡本梓（日语：岡本あずさ）
- 尾藤（社長）：及川以藏
- 幸惠（照雲的妻子）：谷川清美（日语：谷川清美）
- 藝人：日比野克彥（日语：日比野克彥）
- 島野昭之（安男的同父異母弟弟）：小市慢太郎
- 小林總編輯（阿旭的上司）：光石研
- 由美（阿旭的妻子）：山路梨瀬
- 健介（由美與前夫所生的兒子）：西村亮海
- 出版社的櫃檯小姐：高畑琴美（日语：高畑こと美）
- 主持人：泉希衣子
- 其他演員：千佳美玲（ちかみれい，暫譯）

#### 製作團隊
- 原作：重松清《鳶》（角川文庫）
- 製作統括：鈴木圭
- 導演：梶原登城（日语：梶原登城）
- 劇本：羽原大介（日语：羽原大介）
- 音樂：大友良英
- 片尾曲：叢林流浪樂團（渡過箒川）

#### 拍攝地點
- 岡山縣岡山市
- 廣島縣竹原市
- 福岡縣北九州市
- 兵庫縣赤穗市

#### 播出日期
| 播出集數 | 播出日期      | 收視率 |
| -------- | ------------- | ------ |
| 前篇     | 2012年1月7日  | 7.5%   |
| 後篇     | 2012年1月14日 | 8.7%   |

### TBS版

#### 登場人物

##### 市川家
- 市川安男：內野聖陽（香港配音：朱子聰）（幼年時期：寺田心、少年時期：高澤父母道（日语：高澤父母道））

阿旭的父親，天﨑通運的司機。
- 市川美佐子：常盤貴子（香港配音：陸惠玲）

安男的妻子，阿旭的母親。本姓：土屋。
- 市川旭：佐藤健（香港配音：李凱傑）（1歲：榎本城之助、3歲：五十嵐陽向（日语：五十嵐陽向）、6歲：荒川槙、11歲：福崎那由他（日语：福崎那由他））（香港配音：3歲、6歲：何璐怡、11歲：袁淑珍）

安男與美佐子的獨子。長大後成為雜誌編輯。

##### 1972－2000年間登場的人物
天﨑通運 瀬尾支店
- 葛原鐵矢：音尾琢真（香港配音：葉振聲）

安男的同事。
- 山崎：谷口翔太（日语：谷口翔太）

新人同事。
- 山田春夫：今村均
- 萩本：高橋和也（日语：高橋和也英）（香港配音：張錦江）

安男的上司。
曾根崎家
- 曾根崎照雲：野村宏伸（日语：野村宏伸）（香港配音：劉昭文）

海雲的兒子，安男的幼時玩伴兼好友。一家人都把小旭當成親生兒子一般疼愛。
- 曾根崎幸惠：加藤貴子（香港配音：曾佩儀）

照雲的妻子。
- 曾根崎賴子：岩本多代（日语：岩本多代）（香港配音：黃麗芳）

海雲的妻子。
- 曾根崎海雲：柄本明（香港配音：盧國權）

藥師院住持。負責管理安男的母親長眠的墓地。
其他人物
- 尾藤：孟加拉（本名：柳原晴郎（日语：ベンガル (俳優)））（香港配音：林保全）

佳苗水產社長，出貨的水產皆委託天﨑通運配送，是天﨑通運的長期合作客戶。
- 葛原的妻子：橋本真實（日语：橋本真実）（香港配音：謝潔貞）
- 公共澡堂「潮之湯」的老闆娘：青木和代（香港配音：林丹鳳）
- 多惠子（たえ子，緯來譯為「妙子」）：麻生祐未（香港配音：沈小蘭）

小料理屋「夕和」（夕なぎ，緯來譯為「夕凪」）的老闆娘。與安男親如姐弟。

##### 1998－2000年間登場的人物
徳田出版
- 松本京：本田翼（香港配音：何寶珊）
- 六川進之介：内野謙太（日语：内野謙太）（香港配音：陳卓智）
- 坂本健介：黒澤宏貴（日语：黒澤宏貴）（香港配音：魏惠娥）

由美的兒子。
- 坂本由美：吹石一惠（香港配音：林芷筠）

德田出版「Noble」的編輯。

##### 各集登場人物
第1集
- 朝本：小林勝也（日语：小林勝也）（香港配音：林國雄）

朝本婦產科醫院院長。
- 助産士：山野海（日语：山野海）（香港配音：袁淑珍）

第2集
- 知善：增田怜雄（香港配音：何寶珊）

小旭的幼兒園同學。對小旭媽媽的照片很好奇，照片在兩人的拉扯中被撕成兩半。
- 知善的媽媽：山本郁子（日语：山本郁子 (女優)）（香港配音：許盈）
- 原：西尾麻里（日语：西尾麻里）（香港配音：林元春）

豐海幼兒園的老師。
- 園長：朝加真由美（日语：朝加真由美）（香港配音：雷碧娜）

豐海幼兒園的園長。
- 安男的相親對象：奥貫薫（日语：奥貫薫）（香港配音：黃玉娟）

第4集
- 泰子：德永繪里（香港配音：林元春）

妙子的女兒。
- 肇：小林隆（日语：小林隆）（香港配音：林國雄）

農夫，妙子的前夫。泰子的父親。
第5集
- 林田：林泰文（日语：林泰文）（香港配音：張錦江）

健介的同學的父親。
- 山本卓彌：大內田悠平

阿旭高中棒球社的學弟。
- 山本卓彌的父親：東根作壽英（香港配音：陳欣）
- 別府／中田：中島翔太郎／勇士武範

阿旭高中棒球社的隊友。
第7－8集
- 笹原和夫／笹原久子：森下哲夫（日语：森下哲夫）／澤井孝子（第7集）
- 小安：柄本佑[注 1]（第7集）

尾藤的次男。中華料理「來來軒」店員。
- 安男的上司：伊藤正之（香港配音：林國雄）（第7、10集）
- 小林紀由：長谷川朝晴（日语：長谷川朝晴）（第9集－完結篇）

德田出版「City Beat」 → 「文藝誌」編輯。
- 島野昭之：內倉憲二（香港配音：潘文柏）

安男的同父異母弟弟。
- 島野：米倉齊加年（日语：米倉斉加年）（青年時期：遠藤憲一；香港配音：葉振聲）（第8集）

安男的親生父親。
第9集
- 由美的母親：倉野章子

#### 製作團隊
- 原作：重松清《鳶》（角川文庫）
- 劇本：森下佳子
- 音樂：羽毛田丈史
- 導演：平川雄一朗、山室大輔、中前勇兒
- 主題曲：福山雅治（生日獻上純白百合）（日本環球音樂）
- 副導演：加藤尚樹、吉本香苗、東仲恵吾、川口結、福島宏介
- 預告導演：大形美佑葵
- 音樂製作人：志田博英
- 音樂總監：溝口大悟
- 電腦特效：田中浩征
- 標題：井田久美子
- 武打動作：佐佐木修平
- 特殊化妝：佐佐木誠人
- 醫療指導：依田茂樹
- 製作人：石丸彰彥
- 製作協助：中井芳彦
- 製片助理：飯田和孝
- 製作出品：TBS

#### 拍攝地點
- 靜岡縣沼津牛臥海岸（阿安與溫柔妻子及小旭常去的海邊）
- 靜岡縣伊豆急行線片瀨白田車站
- 靜岡縣賀茂郡松崎町、伊東市

#### 播出日期
| 各集                                         | 播出日期      | 標題                                                                                          | 導演                | 收視率 |
| -------------------------------------------- | ------------- | --------------------------------------------------------------------------------------------- | ------------------- | ------ |
| 第1話                                        | 2013年1月13日 | （〜生活於昭和年代的家族愛與命的感動故事〜無可救藥的男子無可救藥的對妻子與兒子付出30年的愛…） | 平川雄一朗          | 17.0%  |
| 第2集                                        | 2013年1月20日 | （最愛的決斷）                                                                                | 平川雄一朗          | 16.1%  |
| 第3集                                        | 2013年1月27日 | （父子間的反抗期）                                                                            | 山室大輔            | 16.0%  |
| 第4話                                        | 2013年2月3日  | （親生母親）                                                                                  | 平川雄一朗          | 12.0%  |
| 第5集                                        | 2013年2月10日 | （心愛的人）                                                                                  | 平川雄一朗          | 12.8%  |
| 第6集                                        | 2013年2月17日 | （父親與兒子的告別之時）                                                                      | 山室大輔            | 12.6%  |
| 第7集                                        | 2013年2月24日 | （父親與兒子的離巢之時）                                                                      | 中前勇兒            | 12.9%  |
| 第8集                                        | 2013年3月3日  | （父親給兒子的遺囑）                                                                          | 平川雄一朗          | 12.6%  |
| 第9集                                        | 2013年3月10日 | （突然就結束了…）                                                                             | 平川雄一朗 中前勇兒 | 18.3%  |
| 完結篇                                       | 2013年3月17日 | （完結篇〜父親給兒子的是…構成30年間愛與命的故事的奇蹟禮物）                                   | 平川雄一朗          | 20.3%  |
| 平均收視率 15.5%（收視率以關東地方民調為準） |               |                                                                                               |                     |        |

## 外部連結
- NHK官方網站
- NHK版工作人員部落格 （页面存档备份，存于）
- TBS官方網站 （页面存档备份，存于）
- http://www.tbs.co.jp/tbs-ch/item/d2187/ （页面存档备份，存于）
- 緯來日本台官方網站 （页面存档备份，存于）

## 節目的變遷
| NHK综合频道 周六晚间九点        | NHK综合频道 周六晚间九点          | NHK综合频道 周六晚间九点 |
| ------------------------------- | --------------------------------- | ------------------------ |
|                                 | 鳶 （2012.1.7 - 2012.1.14）       |                          |
| 來自珍珠灣的歸還 （2011.12.10） | 拼布之家 （2012.1.28 - 2012.2.4） |                          |

| 日本 TBS電視台 日曜劇場 週日 21:00    | 日本 TBS電視台 日曜劇場 週日 21:00    | 日本 TBS電視台 日曜劇場 週日 21:00 |
| ------------------------------------- | ------------------------------------- | ---------------------------------- |
|                                       | 鳶 （2013年1月13日－3月17日）         |                                    |
| MONSTERS （2012年10月21日－12月19日） | 飛翔公關室 （2013年4月14日－6月23日） |                                    |

| 緯來日本台 週一至五22:00             | 緯來日本台 週一至五22:00               | 緯來日本台 週一至五22:00 |
| ------------------------------------ | -------------------------------------- | ------------------------ |
|                                      | 父子情深 （2014.03.03 - 2014.03.17）   |                          |
| 命運之人 （2014.02.13 - 2014.02.27） | 女王偵訊室 （2014.03.18 - 2014.03.28） |                          |

| 香港 無綫網絡電視煲劇1台 星期日 14:00 - 16:00及20:45 - 22:30 | 香港 無綫網絡電視煲劇1台 星期日 14:00 - 16:00及20:45 - 22:30 | 香港 無綫網絡電視煲劇1台 星期日 14:00 - 16:00及20:45 - 22:30 |
| ------------------------------------------------------------ | ------------------------------------------------------------ | ------------------------------------------------------------ |
|                                                              | （2014.06.08 - 2014.07.13）                                  |                                                              |
| （2014.05.04 - 2014.06.01）                                  | （2014.07.20 - 2014.08.17）                                  |                                                              |

| 香港 ViuTV 星期日 10:30 - 12:00             | 香港 ViuTV 星期日 10:30 - 12:00   | 香港 ViuTV 星期日 10:30 - 12:00 |
| ------------------------------------------- | --------------------------------- | ------------------------------- |
|                                             | （2017.06.11 - 2017.06.18）       |                                 |
| Home Sweet Home （2017.05.28 - 2017.06.04） | Home Sweet Home （2017.06.25 - ） |                                 |